# ماغدالينا غراف
ماغدالينا غراف (بالسويدية: Magdalena Graaf)‏ هي عارضة ومغنية وكاتِبة سويدية، ولدت في 2 سبتمبر 1975 في غوتنبرغ في السويد.

## وصلات خارجية
- ماغدالينا غراف على موقع IMDb (الإنجليزية)
- ماغدالينا غراف على موقع ميوزك برينز (الإنجليزية)
- ماغدالينا غراف على موقع ديسكوغز (الإنجليزية)